# AIG Japan Open Tennis Championships 2003
Die AIG Japan Open Tennis Championships 2003 waren ein Tennisturnier der WTA Tour 2003 für Damen und ein Tennisturnier der ATP Tour 2003 für Herren in Tokio, welche zeitgleich vom 29. September bis zum 5. Oktober stattfanden.